# Barry Schwartz

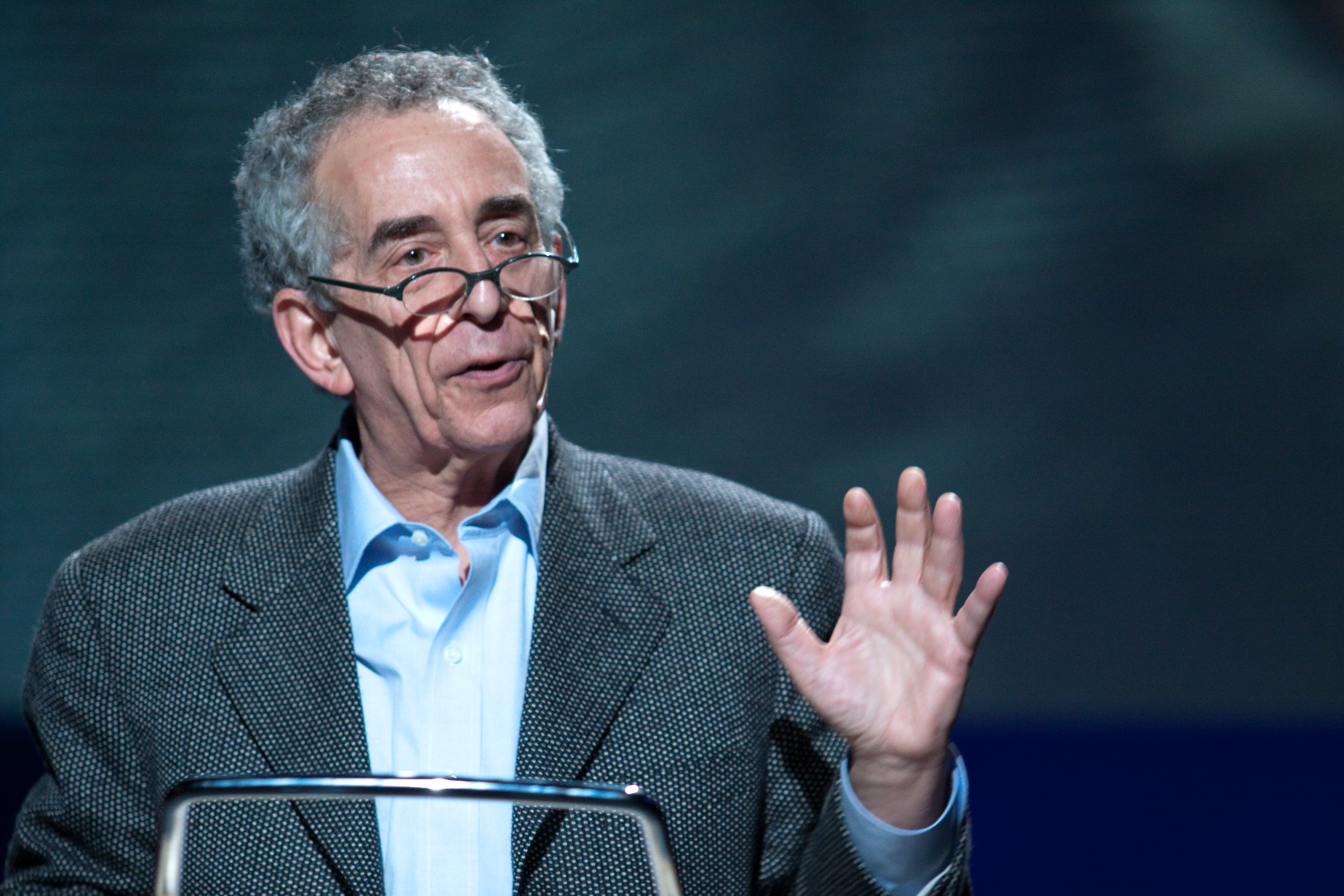
Schwartz en TED 2009

Barry Schwartz (nacido el 15 de agosto de 1946) es un psicólogo estadounidense. 

## Trayectoria
Schwartz es el titular de la cátedra Dorwin Cartwright de Teoría Social y Acción Social en el Swarthmore College. Con frecuencia publica editoriales en el The New York Times en aplicación de su investigación en la psicología de los acontecimientos actuales. Su investigación aborda la moral, la toma de decisiones y las interrelaciones entre ciencia y sociedad. 
Sus libros critican a la sociedad occidental moderna, iluminando las plagas psicológicas subyacentes de nuestro tiempo.

## Educación
- BA de la Universidad de Nueva York, 1968.
- Doctorado de la Universidad de Pensilvania, 1971.

## Publicaciones

### Artículos
Un número selecto de sus artículos están disponibles en línea.

### Libros
- Why We Work, Simon & Schuster/TED, 2015. (ISBN 9781476784861)[1]
- The Paradox of Choice: Why More Is Less, Ecco, 2004. (ISBN 0-06-000568-8, ISBN 0-06-000569-6)
- Psychology of Learning and Behavior, with Edward Wasserman and Steven Robbins
- The Costs of Living: How Market Freedom Erodes the Best Things in Life, Xlibris Corporation, 2001.  (ISBN 0-7388-5251-1)
- Learning and Memory, with Daniel Reisberg
- The Battle for Human Nature: Science, Morality and Modern Life
- Behaviorism, Science, and Human Nature, with Hugh Lacey, W. W. Norton & Company, 1983. (ISBN 0-393-01585-8)
- Practical Wisdom, with Kenneth Sharpe, Riverhead, 2010, (ISBN 978-1594487835)